# Cifra afim
A cifra afim é um exemplo especial da cifra mais geral da cifra de substituição. É monoalfabética e simétrica.
Na cifra afim, as cifras para uma letra são {\displaystyle (x)=(ax+b)(modm)}, onde:
- {\displaystyle a} e {\displaystyle m} são coprimos (se não, {\displaystyle a} não teria nenhum modulo inverso multiplicativo {\displaystyle m});
- {\displaystyle m} é o tamanho do alfabeto.

A função do decifrador é {\displaystyle d(x)=a^{-1}(x-b){\pmod {m}}}  (modificação m) de {\displaystyle x}, onde um −1 é o inverso multiplicativo de {\displaystyle a} no conjunto {\displaystyle \mathbb {Z} _{m}}
Esta cifra é menos segura do que uma cifra de substituição porque é vulnerável a todos os ataques que trabalham de encontro às cifras da substituição tanto quanto outros ataques. A fraqueza preliminar da cifra vem do fato que, se o criptoanalista puder descobrir que (por meio da análise de frequência, força bruta, supondo ou de outra maneira) o texto plano de dois caracteres da mensagem cifrada, então a solução pode ser obtida resolvendo uma equação simultânea. Desde que nós sabemos, {\displaystyle a} e {\displaystyle m} são relativamente primos; e isso pode ser usado para rejeitar rapidamente muitas chaves "falsas" em um sistema automatizado.